# Carmen Antony García
Carmen Antony García (Santiago de Chile, 15 de marzo de 1930-Panamá, 20 de noviembre de 2020) fue una abogada, criminóloga y pionera en el estudio de la delincuencia femenina desde la perspectiva feminista.  Destacó por sus aportes criminológicos en victimología con enfoque de género y su defensa a los derechos de las mujeres, especialmente en el campo de las mujeres privadas de libertad.

## Trayectoria

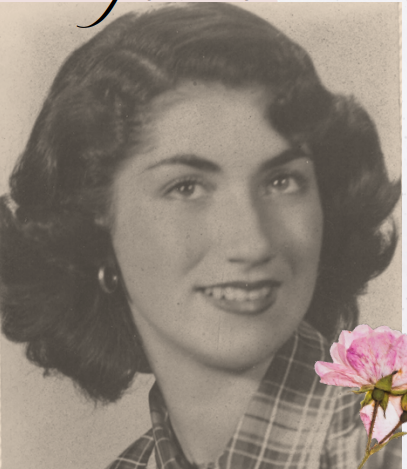
Carmen Antony en sus años de juventud

Carmen Antony García nació en Santiago de Chile, donde cursó su licenciatura en la Facultad de Derecho de la Universidad Católica de Chile, obteniendo su título de abogada. Posteriormente realizó una maestría en Criminología en la Universidad del Zulia y formó parte de la generación de oro de la criminología latinoamericana.
Durante los años 70, tuvo a su cargo un programa en Televisión Nacional Chilena llamado Conozca sus Derechos, un programa de consulta jurídica. Modelo de consulta que replico en una revista para la mujer, Revista Paloma y directora del personal de LAN. En el año 1975 se exilió en Panamá donde se desempeñó como investigadora asociada de Instituto de Criminología de la Universidad de Panamá y como profesora titular de esta universidad por 17 años.

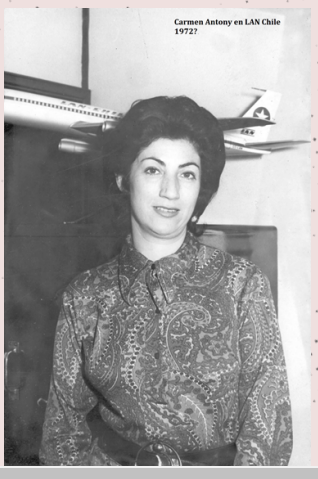
Carmen Antony en LAN Chile

En el año 1991 retorna a Chile y se convirtió en la primera decana de la carrera de Derecho de la Universidad de Antofagasta en el periodo de 1991 a 1994. Más tarde fue profesora de la Universidad de Chile y de la Universidad Arcis. 
Fue asesora del Instituto Latinoamericano de Prevención del Delito y Tratamiento del Delincuente de Naciones Unidas, del Programa Regional del Empleo para América Latina y el Caribe, el Alto Comisionado de Derechos Humanos de Panamá y la Procuraduría de la Nación de Buenos Aires, Argentina.

Así describe la prensa panameña el legado de Carmen Antony: 
Carmen dejó, con sus investigaciones, importantes reflexiones y propuestas desde una nueva visión de la perspectiva de género, que permiten avanzar en la transformación de una nueva política criminal fundamentada en un pleno respeto de los derechos humanos de las personas detenidas. Constituye un importante legado de enseñanza, ejemplo y aportes a la justicia con perspectiva de género

## Reconocimientos
- “Cien Mujeres por la vida y la dignidad nacional”, de la Facultad de Humanidades Universidad de Panamá (2004)[5]
- Miembro Honoraria del Comité Consultivo del Comité de América Latina y El Caribe para la Defensa de los Derechos de las Mujeres[6]
- Miembro honoraria del Instituto de Criminología de la Universidad de Zulia (Maracaibo, Venezuela).[1]

## Obras
Entre algunas de sus publicaciones se encuentran:
- Las mujeres confinadas”, Editorial Jurídica de Chile, Santiago de Chile, 2000,
- “Estudio sobre violencia de género: Mujeres trasgresoras”, Editorial Universitaria, Panamá, 2005, “Protección de Víctimas. Ley No. 31 y su aplicación”, CEFA, Panamá, 2007,
- “Mujeres desaparecidas en Panamá” en colaboración con Gladys Miller, 2015, y
- “Hacia una criminología feminista”, editorial UNDOC, Buenos Aires, 2017.